# Dabbanabhyranahalli, Shikarpur
Dabbanabhyranahalli là một làng thuộc tehsil Shikarpur, huyện Shimoga, bang Karnataka, Ấn Độ.